# Télesphore-Eusèbe Normand
Pour les articles homonymes, voir Normand (homonymie).
Télesphore-Eusèbe Normand est un homme politique québécois. Il était le député conservateur de Trois-Rivières de 1890 à 1900. Sur la scène municipale, il est maire de Trois-Rivières de 1873 à 1876 et de 1889 à 1894, et maire de Cap-de-la-Madeleine.

## Biographie
Télesphore-Eusèbe Normand né à Québec en 1832.
Reçu notaire en 1858, il exerce sa profession à Trois-Rivières jusqu'en 1871. Il devient ensuite entrepreneur en construction de chemins de fer et de ponts. Il eut également une brève carrière militaire, où il fut capitaine d'un bataillon de milice (1863 à 1865).
Télesphore-Eusèbe Normand était le père du docteur Louis-Philippe Normand, médecin chirurgien et maire de Trois-Rivières (deux mandats).
Il est mort à Trois-Rivières en avril 1918.